# Храм Святителя Николая на Рогожском кладбище
Храм Святителя Николая Мирликийского на Рогожском кладбище — приходской православный храм в Нижегородском районе Москвы, на территории Рогожского кладбища. Принадлежит к Петропавловскому благочинию Московской епархии Русской православной церкви.

## История
В 1771 году в Москве разразилась эпидемия чумы. Власти принимали экстренные меры как для предотвращения распространения болезни, так и для недопущения беспорядков и паники. Для захоронения умерших, за городской чертой, были организованы Дорогомиловское, Миусское, Ваганьковское, Пятницкое, Калитниковское и Даниловское кладбища. В связи со сложной ситуацией в городе, подвергавшимся до этого гонениям и притеснениям староверам, в трех верстах от Рогожской заставы, выделили под захоронения участок земли, на котором и было организовано Рогожское кладбище. Кроме того, князем Орловым, было дано устное разрешение на строительство при кладбище деревянной часовни, которую сложили в том же 1771 году и освятили во имя Николая Чудотворца. В 1776 году часовню разобрали и на её месте построили каменный храм в стиле классицизма.
В 1854 году храм отняли у старообрядцев и переосвятили в единоверческую церковь. Ввиду того, что храм был освящён единоверцами, он стал официально называться Николо-единоверческий храм на Рогожском кладбище города Москвы.
Первоначально храм был построен в стиле классицизма. В 1864 году перестроен на пожертвования прихожан в русском стиле. Перестройка осуществлялась в 1863—1866 годах по проекту архитектора Василия Карнеева. Заново была построена трёхъярусная колокольня с шатровыми завершениями и двумя шатровыми висячими гирьками. На три аршина были подняты своды основного объёма храма. Здание стало крестообразным в плане. В декоре были использованы мотивы русского зодчества XVII века. Завершение основного объёма церкви и приделов составляют пять крупных синих глав, с гранёными белыми барабанами. Центральный барабан крупнее остальных, имеет окна.
В советское время храм не закрывался. С 1923 по 1994 год придел во имя Покрова Пресвятой Богородицы власти передали старообрядцам-беглопоповцам и отделили от основного объёма стеной. В 1988 году храм был целиком передан Русской православной церкви. Перегородка была снесена.

## Духовенство
- Настоятель храма — протоиерей Андрей Орлов;
- Иерей Александр Щеглов;
- Иерей Сергий Шиндаров;
- Диакон Родион Ильин[5].